# Монфор, Максим
Максим Монфор (англ. Maxime Monfort, род. 14 января 1983 в Бастони, Бельгия) — бельгийский профессиональный шоссейный велогонщик, выступающий за команду Lotto Soudal. Победитель Тура Люксембурга в 2004 году и Тура Баварии в 2010 году. Также является Чемпионом Бельгии в индивидуальной гонке 2009 года. На Гранд-Турах отметился 6-м местом в Вуэльта Испании в 2011, 16-м и 14-м местом на Тур де Франс в 2012 и 2013 годах соответственно.

## Победы
| 2004 - Тур Люксембурга — этап 3, генеральная и молодёжная классификация - Тур Нидерландов — молодёжная классификация 2005 - Звезда Бессежа — молодёжная классификация 2009 - Чемпион Бельгии в индивидуальной гонке 2010 - Тур Баварии — этап 4 (ТТТ) 2011 - Вуэльта Испании — этап 1 (ТТТ) |

## Статистика выступлений наГранд Турах
| Гранд Тур | 2006 | 2007 | 2008 | 2009 | 2010 | 2011 | 2012 | 2013 | 2014 | 2015 |
| --------- | ---- | ---- | ---- | ---- | ---- | ---- | ---- | ---- | ---- | ---- |
| Джиро     | 33   | -    | -    | -    | -    | -    | -    | -    | 14   | х    |
| Тур       | -    | -    | 23   | 28   | 55   | 28   | 16   | 14   | -    | -    |
| Вуэльта   | -    | 11   | -    | -    | -    | 6    | 16   | -    | 16   | -    |